# 谈荔孙

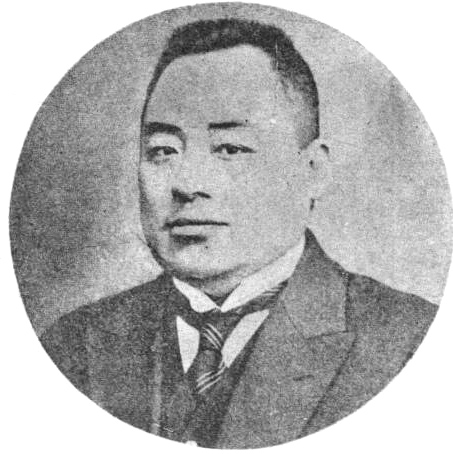
谈荔孙, 1927

谈荔孙（1880年—1933年2月25日）字丹崖，中国银行家，大陆银行创办人。  
谈荔孙1880年出生于淮安府山阳县谈公馆（今江苏省淮安市淮安区镇淮楼东路汉韩候祠旁）。祖父谈静山曾任四川夔州知府，1891年回淮开办“谈氏东文学馆”，谈荔孙幼时在此学习日语。 1902年谈荔孙就读于南京江南高等学堂。1904年留学日本东京高等商业学校，读银行经济专业。1908年回国后，考中商科举人，先后担任度支部主事、大清银行稽核、中国银行计算局局长、国库局局长、中国银行南京分行行长、中国银行北京分行行长。
1919年，谈荔孙争取到代总统冯国璋的支持，在天津创立大陆银行，自任董事长，次年又兼任总经理。此后陆续在各大城市设立分行，投资绥远毛纺织厂，并在上海南京路建造大陆商场。1922年与盐业银行、金城银行、中南银行组成四行储蓄会，合称北四行，合作建造上海国际饭店。1933年2月25日，谈荔孙在北平病逝，享年53岁。
淮安谈荔孙故居列为淮安市文物保护单位。

## 延伸阅读
[在维基数据编辑]
 《海上名人傳·談丹崖》，出自《海上名人傳》